# Mis Cuentos
Mis Cuentos fue una revista femenina publicada en España a partir de 1953 por editorial Toray, alcanzando los 425 números.
Con "Mis Cuentos", la editorial Toray buscaba repetir el éxito que venía cosechando con "Azucena".  La nueva revista tenía, sin embargo, un precio mayor (2 pesetas en lugar de 1) y presentaba un formato vertical y muy original, pues sus páginas estaban recortadas síguiendo los bordes del dibujo de la portada. María Pascual fue su dibujante más importante. En la sucesión de sus títulos se aprecia la evolución desde el tebeo maravilloso al sentimental próximo, según la tipología del cómic femenino español establecida por el historiador Juan Antonio Ramírez en 1975:
| Aparición | Número | Título                      | Autoría | Tipología           |
| --------- | ------ | --------------------------- | ------- | ------------------- |
| 1953      | 1      | El castillo de la ambición  |         | Maravilloso         |
|           | 2      | La ramita de espliego       |         | Maravilloso         |
|           | 3      | El cerezo del fruto de oro  |         | Maravilloso         |
|           | 4      | La pulsera de amatistas     |         | Maravilloso         |
| 1958      | 292    | La hija del Dux             |         | Exótico-sentimental |
|           | 296    | La isla dorada              |         | Exótico-sentimental |
|           | 306    | El puente de los suspiros   |         | Exótico-sentimental |
|           | 359    | Gran Hotel                  |         | Sentimental-próximo |
|           | 365    | ¡Me marcho a El Cairo!      |         | Sentimental-próximo |
|           | 377    | Siempre estamos discutiendo |         | Sentimental-próximo |

A esta evolución temática de las historietas, hay que añadir que en los últimos números se incluyeron fotos de actores de cine o de lectoras.